# Dżasin
Dżasin (arab. جصين) – wieś w Syrii, w muhafazie Hama. W 2004 roku liczyła 301 mieszkańców.